# Dietmar Köhlbichler
Dietmar Köhlbichler (* 13. September 1963 in Breitenwang) ist ein ehemaliger österreichischer Skirennläufer. Der Slalomspezialist wurde 1984 Europacup-Gesamtsieger und erreichte zwei Podestplätze im Weltcup.

## Biografie
Köhlbichler wurde Anfang der 1980er-Jahre in den Nationalkader des Österreichischen Skiverbandes aufgenommen und bestritt im Winter 1982/83 seine ersten Rennen im Weltcup, wo er zunächst aber ohne Punktegewinn blieb. Große Erfolge hatte er im Europacup in der Saison 1983/84. Mit jeweils zwei Siegen im Slalom und in der Kombination konnte er sowohl diese Disziplinenwertungen als auch die Gesamtwertung für sich entscheiden.
Im Winter 1984/85 holte Köhlbichler mit Platz 15 in den Slaloms von Madonna di Campiglio und Kranjska Gora seine ersten Weltcuppunkte. Zu Beginn der Saison 1985/86 belegte er den fünften Platz in Sestriere und im Jänner gelang ihm in Kitzbühel der erste Podestplatz, als er zeitgleich mit dem Liechtensteiner Andreas Wenzel Dritter wurde. Mit weiteren zwei Top-Ten-Resultaten erreichte er den zehnten Platz im Slalomweltcup. Am Ende der Saison konnte er mit Rang zehn im ersten Riesenslalom von Lake Placid zum ersten und einzigen Mal in dieser Disziplin punkten.
Am 18. Jänner 1987 erreichte der Tiroler sein bestes Weltcupergebnis, als er im Slalom von Wengen den zweiten Platz hinter dem Schweizer Joël Gaspoz belegte. Insgesamt kam er in der Saison 1986/87 viermal unter die besten zehn und belegte damit den siebenten Platz im Slalomweltcup. Bei den Weltmeisterschaften 1987 in Crans-Montana hatte er jedoch keinen Erfolg. Nach Rang 17 im ersten Durchgang fiel er im zweiten Lauf aus.
In der folgenden Saison kam Köhlbichler dreimal unter die schnellsten zehn, sein bestes Resultat war der sechste Platz im Slalom von Lienz. Damit konnte er sich aber innerhalb der österreichischen Mannschaft nicht für die Olympischen Winterspiele 1988 qualifizieren. Trotz des Österreichischen Slalommeistertitels beendete Köhlbichler nach dem Winter seine Weltcupkarriere und er wechselte zu den Profirennen. Wegen einer Knieverletzung musste er seine Karriere schließlich ganz beenden.
Nach seiner aktiven Laufbahn machte Köhlbichler eine Ausbildung zum Diplomtrainer Ski Alpin und war Trainer beim SC Pfronten. Im Jahr 2000 war er neben dem Deutschen Peter Eigler Mitbegründer des Ski-Stützpunkt Head, wo er nun als Trainer arbeitet. Heute lebt Köhlbichler im Sommer in der Bad Kissinger Hütte als Hüttenwirt. Im Winter, wenn die Hütte nicht bewirtet wird, gibt er in einer Ski-Schule in Tannheim (Tirol) Skiunterricht für Kinder.

## Erfolge

### Weltcup
- Saison 1985/86: 10. Slalomwertung
- Saison 1986/87: 7. Slalomwertung
- Zwei Podestplätze, weitere zehnmal unter den besten zehn

### Europacup
- Saison 1983/84: 1. Gesamtwertung, 1. Slalom, 1. Kombination
- Saison 1989/90: 3. Gesamtwertung, 3. Slalom
- Saison 1990/91: 3. Slalom
- Fünf Siege, einmal Zweiter, dreimal Dritter

### Österreichische Meisterschaften
- Österreichischer Meister im Slalom 1988